# سیارک ۹۱۷۱
سیارک ۹۱۷۱ (به انگلیسی: 9171 Carolyndiane، نامگذاری:1989GD5) نه هزار و صد و هفتاد و یکمین سیارک کشف شده‌است که در ۴ آوریل ۱۹۸۹ کشف شد.
قدر مطلق سیارک برابر ۳۵.۴ است.